# Teusaquillo

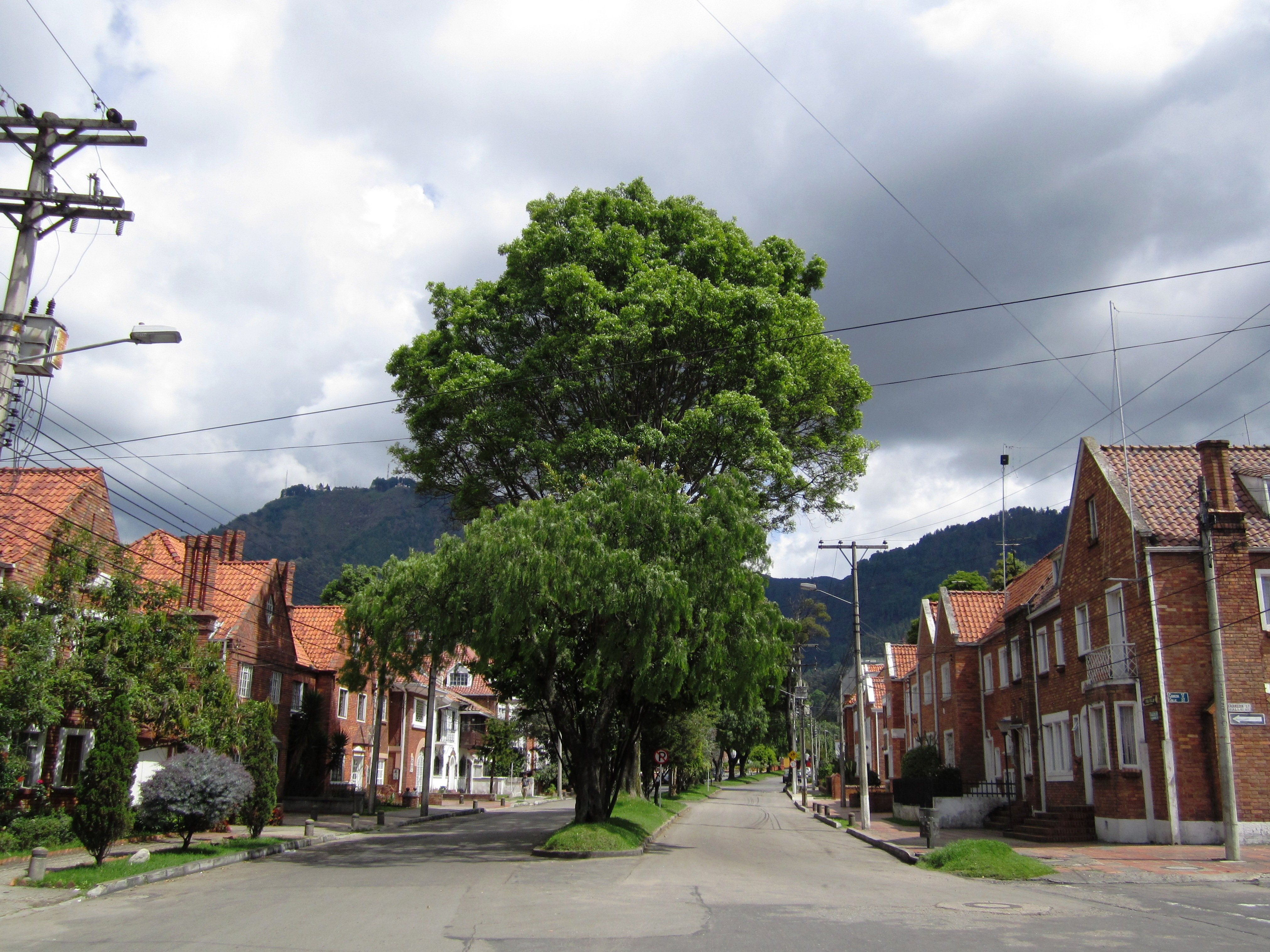
Rua em Teusaquillo

Teusaquillo é uma localidade da cidade de Bogotá..